# Commanderie de l'ordre Teutonique de Beauvoir
Pour les articles homonymes, voir Beauvoir.
La commanderie de Beauvoir est une commanderie Teutonique située dans la commune de Chaumesnil, dans le diocèse de Troyes en Champagne. Elle est à environ quatorze kilomètres à l'est de Brienne-le-Château et à cinquante kilomètres à l'est de Troyes.

## Histoire[1]
La première mention de cette commanderie remonte à un acte d'août 1269 où elle a le nom de d'Hospitalis sancte Marie Theutonicorum de Bellovidere, mais sa fondation serait plus ancienne et remonterait à un acte du comte de Brienne Gautier IV de Brienne en 1231, dans lequel il fait don de 300 arpents de terre à défricher dans son bois de Chaumesnil.
L'Ordre Teutonique défricha donc ces terrains et y fonda une commanderie qui fut d'abord la maison cheftaine de l'ordre en France avant d'en devenir l'un des quatre points centraux de l'ordre (avec Orbec dans le diocèse de Nevers, Vaudeville dans le diocèse de Toul et Saint-Michel dans le diocèse de Chartres).
Au XIIIe siècle et au commencement du XIVe siècle, cette commanderie possède une communauté de frères de l'Ordre Teutonique. Par la suite, il ne sera question que du maître (ou commandeur).
En 1501, la commanderie (qui est la dernière en France) et toutes ses dépendances sont vendues à l'abbaye de Clairvaux, car les frais d'administration étaient trop élevés pour l'ordre teutonique, qui est principalement basés en Germanie et en Hongrie.

## Liste des commandeurs[1]
- William of Mörsberg-Dorsweiler (1282) [2]  (peut être Guillaume de Tongres qui fut commandeur d'Orbec),
- Charles Beffart de Trèves de 1301 à 1311, qui devint grand-maître de l'ordre en 1312,
- Gérard de Luxembourg (prêtre),
- Louis (prêtre),
- Girard (prêtre),
- Jean de Mayence, qui réunit la commanderie de Beauvoir avec celle d'Orbec,
- Jean de Brandebourg,
- Arnoul de Selle,
- Jean de Francfort,
- Nicolas de Soye,
- Jean de Cologne, dit de Gemont,
- Henri d'Eltfelt (prêtre),
- Nicolas, dit de Sampfer dans les actes rédigés en allemand, et dit de Sommevoire dans 2 actes en français. Il fut marié.